# 庐山御碑亭
29°33′54.5″N 115°57′27.5″E / 29.565139°N 115.957639°E

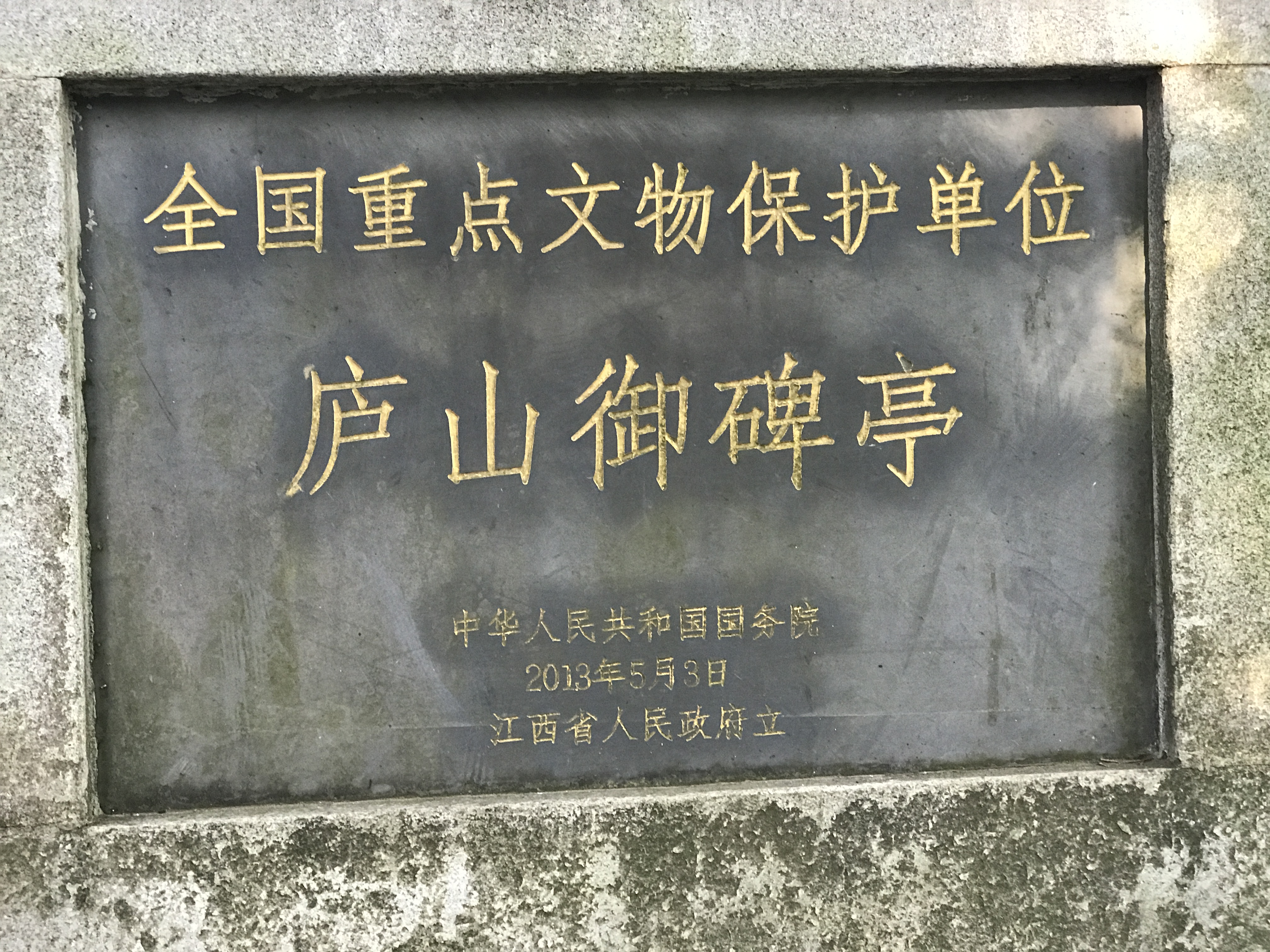

庐山御碑亭位于中国江西省九江市庐山花径西南、仙人洞圆门西10米处，于2013年3月成为全国重点文物保护单位。
御碑亭为古白鹿升仙台，明太祖朱元璋在此立周颠仙碑并建亭，故而得名。周颠仙碑刻有《明太祖御制周颠仙人传》，据碑文载：周颠仙人为南昌建昌人，朱元璋伐陈友谅时，周颠仙人常于道旁“告太平”，朱元璋得天下后患病又被他治愈，后来周颠隐居庐山。朱元璋因此于洪武二十六年（1393年）在此立碑并建碑亭，从事郎中书舍人詹希原书丹并篆额。
碑亭于嘉靖十二年（1533年）重建，民国六年（1917年）胡瑞霖等重修。碑亭方形，宽5.8米，高6米，三面有门，北面无门。正门横额刻“御製”二字，两边刻有楹联两对：內联“四壁雲山九江棹 一亭煙雨萬壑松 羅俠仙書”、外联“姑從此處尋踪跡 更有何人告太平”。